# Бернс, Сэм
Сэмпсон Гордон Бернс (англ. Sampson Gordon Berns; 23 октября 1996, Провиденс, Род-Айленд, США — 10 января 2014, Фоксборо, Массачусетс, США) — американский подросток, страдавший редчайшим генетическим заболеванием — прогерией. Бернс был мотивационным спикером и активистом распространения информации о прогерии. В 2013 году о нём был снят документальный фильм «Жизнь с точки зрения Сэма».

## Биография
Сэм Бернс был единственным ребёнком в семье педиатров Скотта Бернса и Лесли Гордон. Супруги узнали о диагнозе сына, когда ему ещё не было двух лет. Прогерия — редчайшее заболевание, при котором возникают изменения кожи и внутренних органов, обусловленные преждевременным старением организма. Встречается у одного из 4—8 миллионов новорождённых. В среднем пациенты с прогерией живут до 13 лет.
Спустя год после этого родители Бернса и его тётя по материнской линии, Одри Гордон, основали Progeria Research Foundation, организацию, занимающуюся изучением прогерии и просвещением людей относительно данного заболевания. В 2003 году медики, в группу которых входили и родители Бернса, изолировали ген, ответственный за прогерию. Тем не менее, методы лечения так и не были найдены.
Сам Сэм занимался активной пропагандой распространения информации о прогерии и исследованиях этого заболевания, читал лекции как мотивационный спикер. В нескольких изданиях Бернса за его деятельность назвали «лицом прогерии». Также он интересовался спортом и музыкой, играл на барабанах, дружил с хоккеистом Здено Харой. По окончании обучения во Франкфуртской средней школе желал поступить в колледж для изучения генетики и цитологии.
Скончался Бернс в 17-летнем возрасте от последствий болезни.

## Кинематограф
В 2013 году о Бернсе был снят документальный фильм «Жизнь с точки зрения Сэма» (англ. Life According to Sam). Он был показан на нескольких кинофестивалях и удостоился прайм-тайм премии «Эмми». Также фильм выдвигался на премию «Оскар» за лучший документальный фильм, но не вошёл в итоговый «короткий список» номинантов. Бернс прокомментировал назначение картины следующим образом: «Я показываю вам свою жизнь не для того, чтобы вы жалели меня. Вам не нужно меня жалеть, потому что я лишь хочу, чтобы вы узнали меня поближе, узнали о моей жизни».